# Eucroïta
L'eucroïta és un mineral de la classe dels arsenats. Va ser descoberta l'any 1823 en forma de cristalls incrustats en esquists amb mica associat a olivina, i anomenada així per August Breithaupt, del grec eu, bo, i jroma, color, en al·lusió al bell color que presenta.

## Característiques
És un rar arsenat de coure que apareix sempre com a mineral de formació secundària, amb fórmula Cu₂(AsO₄)(OH)(H₂O)₃. Cristal·litza en el sistema ortoròmbic, formant habitualment cristalls prismàtics curts d'aparença holoèdrica. Rarament forma cristalls tabulars més gruixuts.
Segons la classificació de Nickel-Strunz, l'eucroïta pertany a «08.DC: Fosfats, etc, només amb cations de mida mitjana, (OH, etc.):RO₄ = 1:1 i < 2:1» juntament amb els següents minerals: nissonita, legrandita, strashimirita, arthurita, earlshannonita, ojuelaïta, whitmoreïta, cobaltarthurita, bendadaïta, kunatita, kleemanita, bermanita, coralloïta, kovdorskita, ferristrunzita, ferrostrunzita, metavauxita, metavivianita, strunzita, beraunita, gordonita, laueïta, mangangordonita, paravauxita, pseudolaueïta, sigloïta, stewartita, ushkovita, ferrolaueïta, kastningita, maghrebita, nordgauïta, tinticita, vauxita, vantasselita, cacoxenita, gormanita, souzalita, kingita, wavel·lita, allanpringita, kribergita, mapimita, ogdensburgita, nevadaïta i cloncurryita.

## Formació
L'eucroïta pot trobar-se en la zona d'oxidació d'alguns jaciments hidrotermals d'altres minerals del coure, i és per això que sol trobar associada a minerals com ara: olivina, strashimirita, atzurita o malaquita. Pot formar-se per pseudomorfisme a partir de l'olivina. Acostuma a formar druses, amb creixement cristal·lí omplint completament cavitats de cristalls ben formats.